# Erucastrum erigavicum
Erucastrum erigavicum är en korsblommig växtart som beskrevs av Bengt Edvard Jonsell. Erucastrum erigavicum ingår i släktet kålsenaper, och familjen korsblommiga växter. Inga underarter finns listade i Catalogue of Life.